# レンタルマギカ
『レンタルマギカ』は、三田誠による日本のライトノベル。角川スニーカー文庫（角川書店）より2004年8月から2013年4月まで刊行された。イラストはpako。短編は『ザ・スニーカー』にて連載形式で2008年まで掲載されていたが、短編の連載を辞めたことにより同誌が休刊する前に連載を終了している。2007年、ライトノベルアワードでアクション部門賞を受賞。2009年3月時点で累計部数は200万部を突破している。
メディアミックスとして、コミカライズ版が『月刊Asuka』（作画・成宮アキホ）と『月刊コンプエース』（作画・MAKOTO2号）でそれぞれ連載されていた。また、同年10月から2008年3月にかけ、テレビアニメ（2クール/全24話）が放送された。
構成としては全3部構成となっており、第1部は、第1巻『レンタルマギカ〜魔法使い貸します!』から第10巻『吸血鬼VS魔法使い』まで、第2部は第11巻『妖都の魔法使い』から第16巻『滅びし竜と魔法使い』まで、第3部は第17巻『銀の騎士と魔法使い』から第22巻までである。最終巻の第23巻は第22巻より2年が経過した後日譚である。作者の角川スニーカー文庫の別作品『クロス×レガリア』と世界観が同じであり、最終巻の第23巻ではバトンタッチを示唆する演出がなされている。

## あらすじ
人が思うより少しだけ世界には魔法が多く、人が思うより少しだけ世界には神秘が多い。
臆病で弱気な高校生・伊庭いつきが父の失踪を機に継ぐこととなった魔法使い派遣会社「アストラル」。慣れない経営に悪戦苦闘するいつきが、個性的な従業員たちと共に迫りくる敵と戦う異種魔法戦闘ファンタジー。

## 登場人物
記載内容はおおむね原作小説の最新時点のもので、部分的に他メディア作品における設定などを含む。声優はボイスドラマ版・アニメ版で共通。

### アストラル
以下は現「アストラル」へ所属もしくは準ずる関係にある人物。
伊庭 いつき（いば いつき）
声 - 福山潤 / 大浦冬華（幼少時）
本作の主人公で「アストラル」2代目社長。第1巻時点では高校1年生。失踪した父（伊庭司）に代わり、魔法使い派遣会社を継ぐ。容姿は同年代と比べるとやや小柄で、髪と瞳は黒色。特徴は右目にある大きな眼帯。性格は異常なほどの恐がり。父親である司と過ごした記憶がなく、物心がついた頃には叔父夫婦の家（日下部家）で育てられていた。勇花という義妹がいる。現在、叔父一家はアメリカに居を移しており、いつき一人が日本の叔父の家に残っている。
呪力を見ることが可能な魔眼「妖精眼（グラムサイト）」を持っている。眼帯を取り妖精眼が開いたときは普段の気弱な態度とは一転し傲岸不遜かつぶっきらぼうな態度で命令口調となり、周囲に的確な指示を飛ばす。ユーダイクスの創り出した人工精霊を視ただけで分解することや、呪力が尽きかけた社員に命令を下し魔法を強制的に発動させることからいつきの妖精眼は「呪力を操る」とされる。
有事の際には社長として大きく決断し、自分にしかできない一手を打つという上に立つ者に必要な天性の素質を持ち作中でも何度か自身にしかできない決断を見せている。困っている他人の心情には敏感であるが自分の問題に対して疎い部分があり、自分が話題の中心になると戸惑うことが多い。
穂波・高瀬・アンブラー（ほなみ・たかせ・アンブラー）
声 - 植田佳奈
「アストラル」ケルト魔術・魔女術課正社員であり「社長秘書」兼「社長教育係」。第1巻時点では高校1年生。肩口で切りそろえられた栗色ショートカット・ヘア（セミロング・ヘア）で「蒼氷色の瞳（アイスブルー・アイ）」を持った少女。うす縁の眼鏡をかけ関西弁（神戸弁）を話す。赤いリボンが巻かれた大きなとんがり帽子に闇色のマントをはおり、片手には樫の木の杖。ヤドリギやハーブを使うケルト魔術と魔女術の魔法使いで、古びたほうきで空を舞う。通常であれば才ある魔法使いが数十年掛かりで習得していくと言われる、今は滅びしケルト魔術を2年で復活させた才媛。作中では並外れた集中力と再編成能力を持つとされる。
いつきの幼馴染で彼の右目の過去を知る数少ない人物だが、いつきはそのことを忘れている。いつきを守るという思いから彼の前では強がるが、内心は気に掛けている。そのせいか、第三者にいつきのことを聞かれると動揺することがある。
「魔女の中の魔女」の二つ名を持つヘイゼル・アンブラーの直系の孫娘であり、彼女からアンブラーの名前を受け継いでいる。父親は「協会」の副代表を務めるダリウス・レヴィだが既に絶縁関係にあり、猫屋敷の会話で「アレ」と呼び、会話をする際にも他人行儀で接する。
なお、DVD II巻ライナーノーツの植田佳奈のコメントに、穂波は声優である植田佳奈をイメージして描かれたキャラクターである旨の記述があるが、後に作者である三田誠より訂正されている。
アディリシア・レン・メイザース
声 - 高橋美佳子
魔術結社「ゲーティア」首領で、名門貴族メイザース家の娘。第一部開始時は高校1年生。鮮やかな金色縦ロールの髪と翠色の瞳、漆黒のローブと、同じく漆黒のベレー帽を身にまとい、胸には五芒星のペンダントを下げた少女。ソロモン王の魔術により王命の喚起という形でソロモン72柱の魔神を行使するが、性格柄かマルバス、グラーシャ・ボラス、エリゴールなどの攻撃的な魔神をよく使うため、治療などに使える魔神は作品上では喚起したことがない。イギリスの「学院」では穂波と首席を競い合うほどだったが、「ゲーティア」首領を継承するために「学院」を中退。史上最年少で結社首領となり、魔法と化した父・オズワルドを追い日本に来た。
穂波との仲は一見すると険悪で時に本格的な魔法戦闘を伴うほどの大喧嘩をするが、内心では友人・ライバルとして互いを認めあっている。フリルやぬいぐるみなど可愛いものに弱く、かなりの料理オンチ。また、タロット占いも嗜んでいる。
性格は典型的なお嬢様。強情で見栄っ張りな面も見せるが、その反面「ゲーティア」の首領としての責任感と矜持を強く持ち、情に流されぬよう踏みとどまり、甘えと弱さをほとんど人に見せない。しかしながら、いつきの前では素直になり、自分の弱い部分を曝け出すような場面がしばしばある。ザ・スニーカー誌の企画による人気投票では堂々の1位に輝き、2位の穂波と恋愛に関する小説を書くことになった。
猫屋敷 蓮（ねこやしき れん）
声 - 諏訪部順一
「アストラル」専務取締役兼陰陽道課課長。灰色の髪と切れ長の目、常に平安風の羽織をまとい片手には扇子という、名前のとおり猫をこよなく愛する陰陽術師。過去の短編で学生服を着ている事と本人のセリフから20代後半の様子。4匹の猫の使い魔（式神）にはそれぞれ青龍、白虎、朱雀、玄武と名づけている。話を誤魔化す際に猫への賛美を口走り、ライター業を務めつつも締め切り破りの常習で担当から逃げ回るなど、普段の所作はダメ大人じみたもの。実力は<アストラル>No.1。あらゆる業界に顔が利き、情報収集に長けている。魔法使いと思えないほど所帯じみており、口調もどこか惚けていて「昼行灯」とも言われるが確かな実力の持ち主。
「アストラル」先代社長時代に在籍した社員の中では事務所に残っている唯一の社員であり、事実上のアストラルNo.2。「アストラル」では副業として猫又陰陽術師の名で雑誌にエッセイを書いており、現在の「アストラル」の収入の大半を担っている。どん底時代を支えてきただけに金銭面では特にシビア。アディリシアからは「強欲陰陽師」と呼ばれており、若干煙たがれているが窮地の際には抜群のコンビネーションを発揮することがある。
総合呪術である陰陽道の性質を最大限に行使する実力者。精密な呪力操作にも長けており、通常は使い魔は1体、一流の魔法使いでも操ることができるのは4体ほどだが、常に4体を伴い時に陰陽道の秘術でその数を増やす実力はアディリシアも驚くほど。
青龍、白虎、朱雀、玄武
猫屋敷が従える4匹の使い魔（式神）。猫の姿をしており普通からもまったく猫のように振舞っている。猫屋敷の行使する術式のいくつかでは重要な役割を演じ、特に大掛かりな術式の場合は魔力制御の要として、また時には対象への攻撃の役割を担うこともある。
青龍・白虎・朱雀・玄武の鳴き声はSE処理ではなく声優が兼ね役で担当している。ドラマCDの最初の2作までは福山潤、諏訪部順一、植田佳奈が担当し、TVアニメでは高橋美佳子（青龍 役）、植田佳奈（白虎 役）、伊藤静（朱雀 役）、釘宮理恵（玄武 役）が担当した。なお、レンタルマギカ Special Gift「愛のアルバム〜for♀」の「企画その2 戦隊ヒーロー ニャレンジャー」ではTVアニメ版のキャストによる鳴き声をそれぞれ単独で順に聞くことができる。
葛城 みかん（かつらぎ みかん）
声 - 釘宮理恵
「アストラル」神道課契約社員。第一部時点では小学校2年生。千早に色鮮やかな紅袴という巫女装束に身を包む長いツーテールの少女。「葛城家」という神道を使う魔術結社本家直系の生まれだが、あるきっかけにより「葛城家」を出て猫屋敷と出会い、彼に連れられて「アストラル」へ身を寄せることとなった。「葛城家」には現当主でありみかんの祖母である鈴香と後継者である姉の香がいる。猫屋敷とは「アストラル」のメンバーの中で一番付き合いが長い。
大概の相手には元気良く明るく接するが、影崎にだけは激しく怯える。香よりも多く霊脈を浄化した際に彼女が自分に嫉妬めいた感情を抱いたことを察知したのか、猫屋敷の影響を受けた彼譲りの意地悪な笑い方を見せている。「アストラル」では副業として地鎮祭やお祭り、お札作りなどを行っている。私立三橋小学校に通っている。学校の成績は幼い頃から古文書を読んで育ったため、国語の成績は常に満点で穂波からは「既に大学教授クラス」と評価されており古文が苦手なアディリシアの家庭教師役を務められるが、理科と算数の成績は壊滅的である。また、神饌を作る作業を行っていたため料理ができる。
黒羽 まなみ（くろは まなみ）
声 - 伊藤静
「アストラル」幽霊課契約社員。腰までのストレートな黒髪に赤いバレッタ、そしてくりくりとした黒い瞳を持った快活な少女。文字通りに幽霊であり、魔法使い以外には姿も見えず声も聞こえない。外見・精神年齢ともにいつき達と同年代に見えるが、自分の名前以外の生前の記憶を失っているため詳細は不明。
自我の認識（アイデンティティ）により、服装などを変えることができる。ポルターガイストを念動力のように使い、事務所の掃除やお茶くみなどをする一方で憧れたレンタルマギカの一員としての勉強の日々を過ごす。元々はとある病院にいたが、いつきが入院した時に出会い、いつきに誘われる形で「アストラル」へ入社することとなった。物怖じしない性格で無意識的に相手の懐に入ることができるためか、会う人間のほとんどが緊張するあるいは怯える影崎に対しても普通に接する。また勘が鋭く、「京都の事件」では影崎が先代「アストラル」に在籍していた「柏原代介」である事を見抜いた。
オルトヴィーン・グラウツ
第二部から登場。「アストラル」ルーン魔術課正社員。年齢は14歳。亜麻色の髪とエメラルドグリーンの瞳を持った北欧の面影の少年でルーン魔術を扱う。常に耳あて付きの帽子・皮のコート・手袋を着用する。元は北欧の結社・ミーミルに所属していたが大兄に無理やり契約させられ「アストラル」への入社を指示された。魔法の世界では異端である「アストラル」とその首領であるいつきに対して嫌悪感をあからさまに示している。性格は獰猛で目つきも口も悪く、時折ドイツ語で相手を罵る。ヴァイキングの末裔であるためか格闘術にも長けており、いつきの練習相手を務めている。魔法を絶対視し全てを投げ出そうとするという魔法使いの生き方に傾倒しているように見えるが実際には魔術の世界を忌み嫌っており、魔法を絶対視しているのはその考え方の裏返しである。
穂波とアディリシアにとっては「学院」時代の後輩で、その実力は2人も一目置くほど。また、会社経営に明るく「アストラル」入社後は経営状態改善に辣腕を振るい、時にやや強引とも言えるやりかたで「入札」を数多く取ってきた。
ラピス
声 - 名塚佳織
真っ赤な長い髪に東欧系の顔立ち、真っ白な肌と碧眼を持った少女。外見は12歳程度（実際年齢は6歳）で、感情はどこか乏しいように見える。ユーダイクスのことを「あにさま」と呼び付き従う。最初の出会いと経緯からいつきのことを強く慕っていて、時折独占欲なような物を見せ抱きつくことがある。
ユーダイクスに造られた疑似人間（ホムンクルス）で使い魔。見た者の視力を奪う邪視を持つ。普段の言動からは感情はどこか乏しいように見えるが、表面に表さないだけで人を想う親愛の情などの感情や絆を感じる精神は持っている。
隻蓮（せきれん）
声 - 小西克幸
「アストラル」真言密教課契約社員。常に虚無僧の格好をしており、10代にして密教を修めている（本人によると17の時であるらしい）。また武術の天才で体中に武具を隠し持っており、「印」や「真言」を巧みに操り、単純な威力であれば穂波や猫屋敷を凌ぐ。戦い方を見たまなみからは「機動力と攻撃力に特化している」と評されている。考え方は至って古く、武士のような喋り方をし謝罪の際には切腹をしようとする。いつきの眼帯の製作に関わった3人のうちの1人。
布留部市にある竜蓮寺の住職であるが、現在は「アストラル」事務所には常駐せず世界中を放浪しつつ時折戻ってきては仕事をするという形で行動している。
ヘイゼル・アンブラー
「アストラル」創業者の一人であり、ヨーロッパ周遊中の取締役兼呪物課課長。ルーン魔術や魔女術を極め「魔女の中の魔女」と呼ばれた女性であり、穂波・高瀬・アンブラーの祖母。穂波の話では実年齢は90歳以上とのことであるが、その声は老齢のものとは思えないほど若々しく30代にしか聞こえず喋り方にも艶がある。いつきの眼帯の製作に関わった3人のうちの1人。
本人は姿を現さずロシアンブルーの毛皮を持つ作り物の羽根を付いた猫の使い魔の姿を通して「アストラル」のメンバーに助言を行う。猫の姿をしているが、霊体は三十代の女性のもの。
セリム・レフティ
「アストラル」カバラ魔術課新入社員。原作最終巻の「未来の魔法使い」より登場。真面目でメガネをしている。一般的な西洋魔法使いと同様の価値観をもっている。実は「大魔術決闘」での惑星魔術の数十秒の奇跡により「妖精眼（グラムサイト）」の能力を得たため元の結社からアストラルに送られた経緯がある。さらにその「妖精眼」は偶然により過去のいつきと同じく赤い種が宿っている。アストラルの考えに戸惑うものの、「螺旋なる蛇（オピオン）」の残党と戦う際の圭の言葉により整理をつけ、アストラルに居続けることを決める。当初は「アストラル」の面子に対して距離を取っており「僕」という一人称を使っていたが本来は「俺」である。

### アストラル関係者
以下は以前は所属していた、あるいは所属の有無が定かではない人物。
伊庭 司（いば つかさ）
「アストラル」創業者で初代社長。最後の妖精博士であり、一部の人間から「魔法を使わない魔法使い」と呼ばれている。人好きで自由奔放かつ軽薄な性格で、隻蓮からは「見た目は礼儀正しい」と言われるなどしているが責任感が非常に強くその性格の一端は息子であるいつきにも受け継がれている。普段は仕事をせずゲームなどの一人遊びを熱心に行ったり、線路模型を会社に広げて遊んでいた。「道化師と騎士が混在しているような性格」と評されるように常に忙しく立ち回っている。先代「アストラル」が発足から十年足らずでBBBランクにまで登り詰めたのは「アストラル」に所属する魔法使いたちの優秀さと司自身の水際立った手腕による部分が大きい。その能力の優秀さは「協会」が把握できない問題を掴み、「アストラル」の仕事とし表面的な解決だけでなく根本にある問題を撃滅・駆逐するからであるらしい。大変羽振りが良いそうで、時には億単位で金を使用する。
魔法使いの家系でない普通の人間であるために魔法を一切使うことができない。代わりに、魔術ひとつひとつの効用や術式をパターン化し、組み立てた対魔法用理論を用いて味方に鋭い迎撃指示を出すことができる。精度は「妖精眼」に匹敵するほどであり、異名「妖精博士」の所以でもある。指示をする時は眼鏡を外す。いつきを遥かに超える五行拳の使い手でもある。しかし、本人曰く「一発芸」。いつきの戦闘スタイルは彼に酷似している。身体能力は普通の人間と変わらず、霊視能力も霊体の黒羽が見える程度であるがその部分を技術で補っており、その技術はオルトヴィーンの攻撃や黒羽のポルターガイストを躱してしまうほど。
ユーダイクス・トロイデ
声 - 安元洋貴
「アストラル」創業者の一人で元取締役。赤髪で彫りの深い顔立ち。2メートル近い巨体に純白のインバネスをまとった錬金術師。いつきの父・司が「アストラル」を設立する際に共に参加したが、司が失踪後は最初に脱退した。「アストラル」の経営権の2割を保有していた。司への忠誠心から『世界最高の猟犬』と揶揄され、彼の下した命令なら躊躇なく実行すると言われるほど。いつきの眼帯の製作に関わった3人のうちの1人。: 人間ではなく、伊庭司に拾われた機械人形（オートマタ）。司が失踪した後は「アストラル」を抜けて司の跡を追おうと研究を進める。
柏原 代介（かしわら だいすけ）
「アストラル」創業時に初代社長である司に誘われて「アストラル」へ参加した。どこかオドオドとした口調で喋るお人好しそうな表情の男だが、時折全ての感情を消した無感情ともいえる表情を見せることがある。着古したダークスーツを着用した魔法使い。道術を使う。当時の「アストラル」にいた理由は「司の傍なら魔法使いでいることが面白いかもしれない」から。
正体は「協会」所属の「魔法使いを罰する魔法使い」である影崎。

### 魔術結社ゲーティア
以下は魔術結社「ゲーティア」へ所属もしくは関係する人物。
アディリシア・レン・メイザース
魔術結社「ゲーティア」首領で「アストラル」の大株主でもある。詳細はアディリシア・レン・メイザースの項を参照。
ダフネ
声 - 甲斐田裕子
「ゲーティア」の徒弟で、「ソロモン王の大きな鍵」の使い手。アディリシアの日本宅管理を請け負ったアディリシア付きのメイド長。後に「ゲーティア」副首領となる。実はオズワルドの娘（妾の子）であり、アディリシアの姉に当たる。ワンレングスの白髪と灰色の切れ長な眼を持つ女性で、常にダークスーツに身を包む。護符と指輪のデザインはダフネ自身によるもの。初めて作る際、1週間以上もの間そのデザインだけで悩んでしまったらしく、本人的には一生隠しておきたい秘密だという。
髪の色や目の色に対してコンプレックスを抱いていたが隻蓮にその色が綺麗と言われてから、彼に対しては特別な感情を抱いている様子で普段は冷静沈着な彼女であるが、彼からの手紙は嬉しそうに受け取る。
「ゲーティア」首領であるアディリシアが主に使う魔法はソロモン72柱の魔神を喚起する魔法だが、ダフネはソロモン王の護符による護符魔術を使う。
オズワルド・レン・メイザース
声 - 中村秀利
アディリシアの父で「ゲーティア」先代首領。ソロモン王その人を除きソロモンの魔神72柱を全て喚起する事に成功した唯一の天才魔法使いで、ソロモン王の再臨とまで謳われた。
妻であるエレオノーラ曰く「疑り深い性格なのに一度気を許すと甘くなる」らしい。「ゲーティア」の首領であるが魔法使いにありがちな魔法に対して全てを捧げるという姿勢が見られず、娘に魔法使いの業を継がせることに疑問を抱いていた。
クライヴ・ローランド
声 - 櫛田泰道
鷲鼻に痩せこた頬、陰気な雰囲気の隻腕の白人。ダフネとガラとは、同時期に「ゲーティア」の徒弟となった間柄。
ガラ
声 - 藤原啓治
肩まで伸びたくせの強い赤髪をもつラテン系の青年。「ゲーティア」の徒弟で書記官。魔法使いとしては一流で、普通は数人がかりで行う魔神との契約を単独で行う実力者。
エレオノーラ・レン・メイザース
アディリシアの母。物語開始時には既に故人であり、過去のエピソードにのみ登場する。美しい金色に縦ロールの髪、その潔い性格は娘のアディリシアにも受け継がれた。アディリシアが聞いた話によると、身体が弱かったためにアディリシアを産んですぐに亡くなったと言われている。

### 協会
影崎（かげざき）
声 - 小野大輔
「協会」における「アストラル」担当者。中肉中背であまりにも普通すぎる顔で、20代から40代までどれにも見える外見の持ち主。特徴的な物といえば良く吸っている細葉巻（シガリロ）位である。禁忌を犯した魔法使いを裁く「協会」の「魔法使いを罰する魔法使い」である。いつきの右目をもってしても呪力を感知できず魔術系統も知れぬ謎の魔法使いで、穂波やアディリシアであっても敵対する場合には恐怖を感じ、みかんに至っては対面するだけで怯えてしまう存在である。しかし、物怖じすることなく接してくるまなみにだけは、戸惑うような反応を見せたり表情を和らげることもある。
能力の詳細はいまだ明らかではないが高度な道術を使う仙人級の実力を持ち現段階では「人」としての姿の状態では最高ランクである「地仙」の位階にあるとされている。
先代のアストラルが黄金時代を迎える少し前に、「柏原代介」という名前で一時期「アストラル」に所属しており、その頃の性格は温和でかなりの臆病者だった。それ以前は影崎として「協会」の元で活動しており、偽名を使ってまでアストラルに所属した経緯・真意は明かされていない。
ニグレド
「協会」代表。霊体の姿で行動する。タブラ・ラサとは一つの現象の裏表と言えるらしく、それを表すように全身も身につけている衣服もすべてが漆黒の出で立ちの少年。その正体は「第三団」と呼ばれる霊的象徴。「魔法が魔法使いになった存在」であるため妖精眼を持つフィンすら苦戦するほどの実力を持つ。
ダリウス・レヴィ
穂波の父で「協会」の副代表。天使召喚術を使う他は、経歴は謎に包まれている。穂波とその祖母であるヘイゼルとは絶縁関係にあり、そのためダリウスはアンブラーの名を引き継いでいない。そのため実の娘である穂波とも断絶した関係にある。「京都の事件」で消耗した影崎の代わりとして穂波と猫屋敷を「協会」の魔法使いとして抱え込む。母親であるヘイゼルからは「ボンクラ」と言われている。
娘の穂波が受け継いだアンブラーの名前を自身が受け継がなかったのは、単純に魔法使いとして才能に恵まれていなかったから。アンブラーの血統のお陰で呪力は高いらしいが個人としての実力は低く、母親のヘイゼルからもそのことを幼少期から言い聞かせられていたらしい。しかしアンブラーの血統の特性といえる第三団にまつわる魔法に関してのみは適性があり、まさにそれ故に俗世に返されることもなくアンブラーの血統を繋ぐための「歯車」としての人生を運命づけられた。
劉芳蘭（リウ・ファンラン）
しなやかな肢体を蒼いチャイナドレスで纏った妙齢の女性で「協会」に所属する「魔法使いを罰する魔法使い」。大陸出身。影崎の後輩であり、彼を「先輩」と呼ぶ。霊符を行使する道術の使い手。禁忌を犯し「呪詛」を繰り返していた「アストラル」に所属する前の猫屋敷を罰するために「協会」の空白地帯である日本に訪れ戦闘を行う。
石動 圭（いするぎ けい）
声 - 櫻井孝宏
「協会」の紹介で「アストラル」へ星祭りを依頼してきた魔法使い。肩口まで伸ばした黒い髪と、ロケットつきのペンダントが特徴の青年。猫屋敷と同じ陰陽道の使い手で、猫屋敷は兄弟子にあたる。朔夜は姉。「凡庸な血脈」ながらそれを最大限引き出す使い手、という位置づけである。

### 螺旋なる蛇（オピオン）
タブラ・ラサ
生命の樹の頂点に位置する「王冠（ケテル）」のセフィラー。「螺旋なる蛇」の首領。外見はいつきや穂波と同年齢の少女であるが髪の毛から肌に至る全てと身につけている司祭服全てが漂白されたような純白という出で立ち。あどけない口調で話「螺旋なる蛇」のメンバーを家族のように捉えている節がある。霊体の姿で行動する。サタジットとメルキオーレによると彼女自身は人間ではなく魔術による生成物であるらしい。フィン曰く「魔法使いの祈りが具現化した存在」らしく、傍若無人なツェツィーリエでさえも気にかけるほど。その正体は「魔法が魔法使いになった存在」とされる「第三団」と呼ばれる超越的存在。
サタジット
「慈悲（ヘセド）」のセフィラー。道術使い。影崎と似たような雰囲気を持っているが、本人曰く『足元にも及ばない』とのこと。
フィン・クルーダ
声 - 宮野真守
いつきが禁忌を犯しているという疑いがかけられた時、影崎の代わりに「協会」における「アストラル」の担当を一時的に任された魔法使い。枯れ草色でクセ毛のある髪と鳶色の瞳を持ったケルト魔術使いの青年。穂波がケルト魔術を修行する中で出会い、失われたケルト魔術を穂波と共に再興した。穂波にとっては先生に近い存在だった。初登場時は学生服に似た服装だったが、それ以降はいつきと対比しているような白いスーツを纏っている。
闇の魔法結社「螺旋なる蛇（オピオン）」の一員で、妖精眼（グラムサイト）を持つもう一人の青年。普段はコンタクトレンズで隠している。いつきが右目だけなのに対して、フィンは両目に妖精眼を持っている。過去に妖精に攫われて帰ってきた取り替え児。他人の願いを知ると方法をいとわず叶えようとする思考の持ち主。作中では「他人の願いを無私無欲で叶える願望機械」と称されている。
ツェツィーリエ
『ミーミルの忌み児』の異名を持つ吸血鬼であり、オルトヴィーンの『師匠』で自身も優れたルーン魔術の使い手である。容姿は黒色の長髪を持ち獣の毛皮を纏う美女であるが、口には鋭い牙があり肉食動物を彷彿とさせる雰囲気を持つ。「ミーミル」では特殊顧問という役職に付いていて様々な支部を自由に渡り歩き、理不尽な要求と引換に取引をしていた。
傲慢かつ唯我独尊的な性格。「欲しい物は力ずくで奪う」という思考を持つある意味で純粋に『本来の魔法使い』の生き方を体現している存在で自らの力のみで「強さ」を求めつづけている。力を吸収できる特異体質でその腕力は他の魔法使いを凌駕し、どれほどの重傷を受けても短時間で全快するという驚異的な回復能力を持つ。また、オルトヴィーンに施した『神力』のルーンを自身も纏うことで吸血鬼の源泉の姿である『人狼』に変化することができる。
礎（イエソド）
「螺旋なる蛇」の「礎」の座に据えられている仮面の錬金術師。その正体はユーダイクス・トロイデを作った錬金術師の手による一連の自動人形の1体。古い型らしく、仮面の下には肌どころか骨も筋肉もない。ユーダイクスと同じく錬金術を行使する。
メルキオーレ
「螺旋なる蛇」の「永遠（ネツアク）」の座に据えられている降霊術（死霊術）師。十二年前に死亡したマルチェッラは母親であり、彼女が殺された布留部タワーに訪れた際には「殺されて当然の事をしていた」とこぼした。
ナジム
12年前の布留部市に訪れた当時の「螺旋なる蛇」の「尊厳（ホド）」。60代半ばの老人で中東出身の魔法使い。幽精術を行使して砂の形を取る「幽精（ジン）」を操る実力者。
ドゥマ
12年前の布留部市に訪れた当時の「螺旋なる蛇」の魔法使い。痩せ細った体躯の僧侶で臙脂色の僧衣を纏っている。行者の位階に立っていて柏原の状態を見抜く。穏やかな性格であるが、目的のためであるなら冷徹な手段を取る一面を持つ。後の〈螺旋なる蛇〉の幹部の一人であるジェイクの師匠であったことが判明する。
マルチェッラ
12年前の布留部市に訪れた当時の「螺旋なる蛇」の魔法使い。鍔広の帽子を被り顔の半分を包帯で隠していて、角張った身体を包むイタリア風のダークスーツを着込んでいる。ゾンビパウダーを使用した死霊術を使用する。格闘術の使い手でもあり、隻蓮とも互角に戦うほどの技術を持つ。メルキオーレの師匠であり、後に母親であったことが明かされた。
ジェイク
「尊厳（ホド）」のセフィラー。後に過去の「螺旋なる蛇」のセフィラーの一人であったドゥマの弟子であったことが判明した。使用する魔法の正体を把握できず詳細は不明。呪力は平凡の域を出ないが、呪物を多用する。その正体は「混沌魔術」と呼ばれる様々な魔術系統を再統合して魔法を使用する魔法使い。元々は「螺旋なる蛇」が「協会」から離反した際に巡りあった商人の一族の末裔。本人には魔法使いとしての才能があったが「血」が薄かったため呪力が完成されておらず、マトモな魔法を使用することができなかった。しかし「印形（シジル）」という術式を使用し、自身の呪力を固定するのでなく呪物に刻んで「呪物から呪力を供給する」という本来の魔法使いとは全く逆の方法を取っている。
オードリー・ラーター
「協会」屈指の占星術師だったが、「螺旋なる蛇」へ鞍替えした。12年前の布留部市の様子を占う。
アイラ
「未来の魔法使い」に登場する魔法使い。「大魔術決闘」においての惑星魔術で「妖精眼」に目覚めた一人で「アストラル」に対し激しく憎しみを抱いている。またセリムを引きこもうと躍起になっている。ケルト魔術の使い手。

### 葛城家
葛城 鈴香（かつらぎ すずか）
声 - 磯辺万沙子
神道を使う魔術結社「葛城家」の現当主で香とみかんの祖母。厳格な性格で孫であるみかんにも冷徹に接する。老獪な戦略家でもあり葛城家をまとめる実力者で魔法使いとして能力も高い。本当は孫思いな人格者であるが、敢えて冷酷な性格を演じている。本当は愛している孫娘であるみかんを人柱に仕立て上げたのも、才能が無くいつか呪力を制御できなくなり命を落とす危険があるから。鬼ごと呪力を剥がして魔法を使えなくするためであった。
葛城 桔梗（かつらぎ ききょう）
声 - 田中理恵
鈴香の娘であり、香、みかんの母親であるが、3年前の葛城の祭りの事故で命を落とす。優しい人格者で鬼も救おうとしていたらしい。
葛城 香（かつらぎ かおり）
声 - 釘宮理恵
「葛城家」の後継者でみかんの姉。10歳くらいの少女だが年齢の割には非常に古風な物言いをする。「葛城家」の血脈を受け継ぐ、生まれながらの天才。髪型は長い髪を纏めて古風な簪を指している。容姿は妹のみかんと酷似しているとされるが、対照的な印象であるとされている。どこか諦観的な雰囲気を持っているが、守り人である辰巳が絡むと年相応の態度を取る。事件の中でみかんと心を通わせて互いの想いを理解しあう。
紫藤 辰巳（しとう たつみ）
声 - 三宅健太
身長は2メートル近く、巨木のような体躯に鋼の筋肉を持つ少年。年は17歳の高校二年生。学生であるため学ランを着ているが、体格に合うものがないため特注品を作ってもらっているらしい。神戸出身で武術の神楽を使う。人当たりが良くお人好しな性格で隠し事が下手だが、親しい人間には意地悪な面を見せる。「葛城家」の当主直系の人物を守護する守り人（もりびと）の一人。
橘 弓鶴（たちばな ゆづる）
切れ長の眼に細い眉、神主にも似た白い装束を身にまとった細身の青年。神楽の他、鳴弦を使う。みかんの守り人として「葛城家」へ呼ばれていたが、3年前の「祭り」により辰巳の代わりに香の守り人となった。

### 八葉
御厨 庚申（みくりや こうしん）
京都の魔術結社「八葉」の当主。猫屋敷の父親。かつては名高い陰陽師として活躍したが、現在では寝たきりの状態となっている。「螺旋なる蛇」の「法」の座である。先代「アストラル」が対峙し死亡した三人の魔法使いたちとも旧知の仲。
御厨 藤次（みくりや とうじ）
「八葉」に所属する陰陽師。御厨庚申の嫡男であり、猫屋敷にとって腹違いの兄。眉間に常に皺を寄せた表情をしている。猫屋敷と違い普通に修行をしていた。すぐに思いつめる部分があり、視界や考え方が狭まる部分があるらしい。条件が揃えば穂波やアディリシアを翻弄するほどの腕前を持つ。

### その他（魔術側）
マクレガー
山高帽にコールマン髭を蓄えたイギリスの老紳士で、穂波とアディリシアが恩師と呼ぶ「学院」の魔法使い。専門はエジプト魔術で「学院」に研究室を構える研究好きな教授。
ディアナ
声 - 水野理紗
呪物調達会社「トリスメギストス」取締役社長・首領で、黒尽くめの装いでおっとりとした口調の美人。「アストラル」とは先代社長である司の頃からの付き合いで呪物調達を一任されていた。司とはディアナが中学生時代からの知り合いで母親が亡くなり、家業を継ぐまで面倒を見てもらっていた旧知の間柄である。
人に生える冬虫夏草（コルジセプス）を育てられる素質を持った身体を遺伝的に持っている。
ファウナ
ディアナの母親。「ありし日の魔法使い」に名前だけ登場している。
御凪 鎬（みなぎ しのぎ）
声 - 岡村明美
布留部市にある蔵名神社の神主。長い黒髪に切れ長の眼で細面、神職らしからぬ豪放な口調や振る舞いをする女性。諸刃は兄。
御凪 諸刃（みなぎ もろは）
声 - 小林由美子
蔵名神社の後継者で鎬の兄。肉体年齢は14〜15歳程度だが、それでも剣の腕前は鎬を上回るという。商才もあり、あどけない笑顔で商談を纏めていくらしい。
石動 朔夜（いするぎ さくや）
声 - 小林沙苗
圭の姉。肩口までの滑らかな黒髪と笑顔の女性。陰陽道の使い手。
クロエ・ラドクリフ
「銀の騎士団」のアデプト。「大戦」以来くすぶり続けていた「銀の騎士団」若手一番の有望株で十字剣「クルセイダーソード」を使う。その凛とした佇まいと実直な性格から『騎士』と称される程の傑物。アンネという妹がいる。
ジェラール・ド・モレー
「銀の騎士団」騎士総長。齢70を超えてなお鍛え抜かれた肉体は頑健そのもので、そして由緒正しい結社の長に相応しい老練な頭脳を備えた傑人。

### その他（一般人側）
日下部 勇花（くさかべ ゆうか）
いつきの叔父夫婦の娘。いつきは物心がついた頃には叔父夫婦のもとで養育されてきたが、姓が異なる通りいつきの籍は日下部家へ移されていない。しかし、勇花はいつきの事は「兄さん」であり自分はいつきの「妹」だと考えており、いつきも勇花のことを義妹と呼ぶ。現在こそいつきを慕っているが幼少期は生来の勝気な性格から「妖精眼」の力で霊的存在を察知できるために気弱で臆病だった彼を嫌っていたが、小学校時代に防空壕で動けなくなった時に恐怖を押し殺して自分を探しに来た姿を見て考えを改める。アディリシアから「異性」として好きなのかと聞かれた時には恋愛感情を否定し「自分は一生兄さんの妹」と答えている。
山田 和志（やまだ かずし）
声 - 千々和竜策
いつきとは小学校からの幼馴染で親友（自称）で、いつきの義妹である勇花とも幼い頃から遊んでいた間柄。現在高校2年生。圧倒的な存在感を放つ穂波やアディリシアに物怖じすることなく接し、いつき達と共に学生生活を過ごす。
功刀 翔子（くぬぎ しょうこ）
声 - 那須めぐみ
いつきや穂波と同じ高校の同級生。現在高校2年生。圧倒的な支持を集めて委員長をしている。
苫小牧 千鳥（とまこまい ちどり）
いつきの通う高校の養護教諭。非常に砕けた物言いをする女性で元不良という噂がある。両親の離婚により姓は違うが、山田和志の実の姉。8年前の呪波汚染の事件以降、いつき達のことを何かと見守ってくれる。
矢車 うらら（やぐるま-）
短編「魔法使いと家庭訪問」に登場。みかんが通う三橋小学校三年三組の担任。年齢は28歳。仕事熱心で受け持った生徒を一人一人を気にかけているが、仕事に情熱を傾ける余り恋愛関係成就せず過去に三人振られているらしい。

## 魔術
魔術・魔法は日本では西洋のイメージを伴うが、本作品内では東西を問わず呪力による超常的な能力や行為を魔術・魔法と呼んでいる。下記は登場する主な魔術・魔法で、本作品内における性質・特質の説明を含む。
現代科学が発達しているために魔術は「最早必要のないもの」と認識されている。その上で魔術を志すことは『異端』そのものであり、社会的常識に背を向けて魔術風習に走ることが尊ばれる世界である。
そしてその能力は魔術に代々身を捧げてきた『家系』『血脈』という先天的資質に大きく由来し、才能や努力では埋めがたいものとされている。強い『血脈』の持ち主は魔術の資質について、一般人の100倍1000倍といった絶対的な差を付けている。
ケルト魔術
古代ヨーロッパのケルト民族の宗教階級・ドルイドが用いた魔術。樫の木を聖木にヤドリギを霊草とし、ストーンサークルなども用いて自然の森や岩の力を呪歌で導く自然魔術。口伝のみで伝えられる魔術とされ、習得するためには膨大な量の呪歌や知識を暗記しなければならず「失われた魔術」とされていた。魔術特性は「霊樹の末裔」-自然との融和によってその力を得る。なお、ドルイドが執り行っていた儀式や祭り（ケルトの大祭など）では生け贄を供することもあったとされており、本作品内においてもケルト魔術の真正のやりかたとして認識されている。
魔女術
本作品内では常にウィッチクラフトという読み仮名が当てられる。文脈や研究によって異なる意味を持つ言葉だが、本作品内で穂波が習得しているものは悪魔崇拝のものではなく、自然崇拝のもとで月や円錐から力を導いたり、ハーブや魔女の軟膏といった薬草術などを用いるもののようである。また、掃除などの家事一般も範疇とされている。
ソロモン王の魔術
古代イスラエルの王ソロモンを祖とする魔術。大別すると2種類に分けることができ、ソロモン72柱の魔神と契約・喚起する召喚魔術と、魔神へ影響を及ぼす7惑星の力を利用する護符魔術に分けられる。
- 一般的に召喚魔術と呼ばれる「ソロモン王の小さな鍵」は、霊的存在を「喚起」または「召喚」する魔術形態である。魔神喚起の魔術特性は「王命の喚起」-血脈強制召喚で、その名の通り血統による素質が非常に重要である。喚起の際には五芒星や魔法円などを駆使し魔神を封印した壷を用いる。
- 一般的に護符魔術と呼ばれる「ソロモン王の大きな鍵」は、7大惑星の惑星霊を支配する。魔術特性は「惑星の喚起」-惑星霊の護符により心身の内側と外の世界を繋ぐ、意志の具現化。指輪の形をとった護符を用いて身体機能を強化したり、霊的存在の探査や自分の姿を隠すなど特殊効果を生み出す。

ソロモン72柱
ソロモン王の末裔であるアディリシア・レン・メイザースが、「王命の喚起」という形で「ソロモン72柱」を呼び出している。
フォルネウスはアディリシアが一番初めに契約した魔神であるためか一番のお気に入りの様で、移動手段として多用する。マルバス、グラーシャ・ボラス、エリゴールの3体は先にも述べた通り、戦闘の際にはその高い戦闘能力に絶対の信頼を置き多用する。また、エリゴールについては父親を追って日本に来た際に発生した事件で肩に乗る位のサイズで喚起され、「ちびゴール」などと呼ばれた。シャックスに関しては、その高い探知能力から主に霊脈の発見に役立てるが、徒弟達に貸与することも多く「ゲーティア」ではこれを機動力として運用する場合が多い。最近では、いつきの協力により（接吻によるパス繋ぎ）アスモダイとの契約に成功した。その他にボーティス、フールフール、バシム、サブノック、フェネクスを喚起しており、またアニメ版のみプロケルを、『レンタルマギカ from SOLOMON』でのみヴァプラを喚起している。同じくソロモン72柱の1つであるハウレスは、徒弟のガラが契約している。
フェネクス
「20の軍団を愛する侯爵」という位置づけで、美しい炎を纏った鳥の姿で喚起される。
フールフール
「26の軍団を従える、偉大なる公爵」という位置づけで、牡鹿の姿で喚起される。翼は生えていない。
ハヴォリム
「26の軍団を指揮する業炎の公爵」という位置づけ。
フォルネウス
「29の軍団を支配する侯爵」という位置づけで、鯱のような姿で喚起される。アディリシアが初めて契約した魔神であり、一番のお気に入りのようで、移動手段として多用する。
シャックス
「30の軍団を支配する偉大なる侯爵」という位置づけで、烏のような姿で喚起される。戦闘に際しては、その探知能力から、主に霊脈の発見に役立てており、また、「ゲーティア」の徒弟達に貸与することが多く、結社の機動力としても運用される。
バシム
「30の軍団を支配する力強き侯爵」という位置づけで、馬に跨る蛇の尻尾を持った男の姿で喚起されるが、その肉体は骸骨である。
グラーシャ・ボラス
「36の軍団を制する力強き伯爵」という位置づけで、翼の生えた狼の姿で喚起される。戦闘の際には、その高い戦闘能力から、エリゴールやマルバスと共に多用される。
マルバス
「36の軍団を統べる王」という位置づけで、ライオンの形で喚起される。戦闘に際しては、その攻撃力に絶対の信頼を置き、多用される。
サブノック
「50の軍団を統治する強壮なる大侯爵」という位置づけで、大剣を携え、ライオンの頭を持つ戦士の姿で喚起された。戦闘の際にはその圧倒的な戦闘力から、切り札として使われる。
エリゴール
「60軍団を治める、堅固なる騎士」という位置づけで、槍を携えて鎧を身に着けた騎士の姿で現れる。戦闘に際しては、最も信頼する魔神として、多用される。父親を追い、日本に行った際に発生した事件では、肩に乗る程のサイズで喚起され、「チビゴール」と呼ばれた。
ボーティス
「60の軍団を支配する叡智ある伯爵」という位置づけで、蛇の姿をして現れる。他者に意思とは無関係の行動を強要することができる。
アスモダイ
「72の軍団と、18の悪霊が仕える、至高の女王」という位置づけ。至高の4柱として、バール、アスタロス、パイモンと並ぶとされている。
バール
「66の軍団と、16の悪霊が服従する、禍々しき皇帝」という位置づけ。至高の4柱として、アスモダイ、アスタロス、パイモンと並ぶとされている。アディリシアは未だ喚起に成功していない。
その他、プロケル（アニメ版のみ）、ヴァプラ（『レンタルマギカ from SOLOMON』のみ）も喚起している。
神道
禊ぎにより穢れを祓い清めたり御霊を祭り・慰め・浄化などを行う魔術の他に、武術としての神楽、剣や弓などの呪具を用いた魔術もある。前者の魔術特性は「禊ぎ」-あらゆる穢れを祓い除く絶対結界。玉串などの呪具や祝詞、神楽などの舞を用いるもので、戦闘時の性質としては「守り」に特化している。比較して後者は攻撃的であるが、これは主を周囲の者が守護するという体制的なものに由来する場合や、あるいは祭る神の性質に由来する場合など様々である。
陰陽道
中国から日本へ伝わった陰陽五行説や風水、呪禁道や密教から民間信仰まで、ありとあらゆるものが融合した総合魔術。魔術特性は「陰陽五行の式」-精密なる完全呪波制御。
騒霊現象
ポルターガイスト。幽霊が行う念動力をはじめとする超常現象を指す。厳密には魔術ではなく、系統らしい系統もない。能力の詳細は個体ごとの特性によって異なる。
錬金術
一般的に小説、漫画、伝説などで知られる錬金術とおおよそ同じものとして描かれている。ホムンクルスや魔術的な薬品を作成する。
密教
仏教に複数の魔術的秘法が融合した総合魔術。「印」と「真言」で超常的能力を発動し、数珠や錫杖・棍棒など宝具を用いての直接攻撃だけでなく結界・封印など多様な能力を持つ。魔術特性は「両界曼荼羅」-神仏の力を借りて様々な超常現象を発する。
魔眼
超常的な力を持つ眼として描かれており、「妖精眼」と「邪視」の2つが登場する。魔眼はその種類により性質は大きく異なる。いつきの右目にある妖精眼は神代の魔法使い達が持っていたとされる伝説の魔眼で、魔物の「全て」を見ることができ、強力すぎるその能力は所持者を蝕むと伝えられている。いつきが魔法使いではないにもかかわらず魔術的な存在を知覚できるのは、妖精眼を持っているためである。
ルーン魔術
北欧由来の文字「ルーン文字」を用いて行われる魔術。主に小石やメダルにルーン文字を刻み、その文字の意味を詠唱することで、魔術を使用する。
道術
道（タオ）と呼ばれる思想のもと、自らを仙人などの高次の存在に引きずり上げようとする魔術大系。極めれば絶大な力を手にできるが、天仙と呼ばれる最上位のランクに達すると自然と同化し個を失ってしまうという。
祓魔式（エクソシズム）
俗に悪魔祓いと呼ばれる儀式。時代や宗教によって多彩なバリエーションを持っている。作中で登場する「銀の騎士団」は、十字架などのシンボルに力を溜め込み、信仰の強さによってその力を制御するという方式をとっている。
禁呪
物事や現象の本質をつかみ、対象を思いのままにする魔術。
混沌魔術
七十年代に英国で生まれたとされる魔術系統。具体的な技法はほとんど存在しておらず、個々の術者が勝手な解釈で様々な魔術を取り込んで再統合し自称しているものが多い。
第三団
劇中では「サード・オーダー」というルビが振られている。「魔法が魔法使いになった存在」であり霊的象徴とされる。劇中ではタブラ・ラサ、ニグレドが該当する。

## 用語

### アストラル関連
アストラル
世界各地から有能な魔法使いを集めた魔術結社で、客の要望にあった魔法使いを派遣する魔法使い派遣会社。いつきの父である司が設立し、現在はいつきが社長である。布留部市のビルとビルに挟まれた小さな洋館に事務所を構えており、客の望みにあう魔法使いを貸し出す会社として設立当時はかなり繁盛していた模様。当時の格付けはBBBだが、猫屋敷曰く司が仕事を選り好みしなければAランクであったしい。その評判を聞きつけて入社したいと手練の魔法使い達がやってくるほどだった。しかし、司の失踪以降は会社は上手くいかず魔法使いが1人抜け2人抜け、「協会」の入札にも参加しておらず収入のほとんどは表向きの業務である占いセンターやオカルト雑誌への人材派遣でまかなわれる状態だった。見た目は古めかしい洋館だがヘイゼルとユーダイクス謹製の結界が施されており、魔術的現象が起きた際には要塞のごとく堅固な護りを発揮する。
通常の魔術集団は1つの魔術系統だけで構成されており、「アストラル」のように異なる魔術系統の魔法使いが所属している点は異例であり、また他人のために魔法使いを派遣し魔法を行使することを目的としている点も異端である。そのため、他の魔術集団や「協会」からはよくは見られていない。「協会」による「アストラル」の格付けはCCCでほぼ最低ランクである。

### ゲーティア関連
ゲーティア
アディリシアが率いる魔術結社。ソロモン王の魔術を使う。入札した仕事は落とさないことで有名で、「協会」にも大きな影響力を持つ。「協会」による「ゲーティア」の格付けはAAAランクである。
ソロモン王
アディリシアの使うソロモン王の魔術を創った人間。紀元前10世紀頃に実在した、古代イスラエル（イスラエル王国）の第3代の王である。
ソロモン72の魔神
資料によっては「72柱」「72の悪魔」「72霊」などと書かれることもある。本作品内では、「ゲーティア」におけるソロモン王の魔術で「喚起」または「召喚」される霊的存在で、広義では「使い魔」または「アガシオン」と呼ぶ。72の魔神の中でもバール、アスタロス、パイモン、アスモダイの4柱は頭角にある「至上の4柱」と特別視されており、その4柱と契約する事により他の魔神を従える。なお、契約と喚起は別の行為であり、契約ができても喚起ができるとは限らない。
メイザース家
表向きの顔は名門貴族であり一流投資家。そしてソロモン王の秘術を伝え「ゲーティア」を統べる魔術の名門である。現在の当主はアディリシア。メイザースの姓はマグレガー・メイザースから拝借していると思われる。
レメゲトン
ソロモン王の魔術はいくつかの魔術書で知られているが、その中で最も著名であるのが、「レメゲトン」、またの名を、「ソロモン王の小さな鍵」である。
内容は5部構成で、そのうちの第1部が「ゲーティア」と題され、72の魔神を呼び出すための秘術が記されている。

### その他の結社、団体、集団、機関関連
学院
イギリスのロンドンにある魔術に関する教育・研究機関。魔術的には中立であり、各地の魔術集団・結社をはじめ「協会」からも独立した位置にある。学院の学生になるためには入信儀式を行わなければならない。
葛城家
神道を使う結社としてはトップクラスで、「協会」でも名を知られた結社。古都・奈良にほど近い飛鳥の地・葛原市にある。
協会
魔法使いや魔術結社の最大互助団体。魔法使い同士の勢力争いなどを避けるためにできた組織で世界各地の結社を格付けし、格付けや特性にあった結社に対して「仕事」を公募・依頼したり、結社同士の仲立ちを行う。呪波汚染や禁忌の監視も重要な役割であり、禁忌を犯した魔法使いへの制裁・消去を行う制裁機関でもある。極めて巨大な組織であり、魔法側の世界だけに留まらず世界各国に系列を持つ超巨大企業グループを表向きの顔として持っている。
蔵名神社
御凪家が神主を勤める神社。祭神は経津主神と建御名方神。
トリスメギストス
ディアナが率いる呪物調達会社で魔術結社でもある。魔法使いと術具や呪物などの取引を行う専門集団。世界各地に隠し倉庫を持っており、呪物をはじめ色々と取り揃えている。
螺旋なる蛇
オピオン。古くから存在する謎の結社で禁忌を求める魔法使いの集団として知られる。世界各地から禁忌を収集し、それを「グノーシスの叡智」と称する。禁忌を犯すことを禁ずる「協会」とは反目する関係にある。幹部達はそれぞれカバラの思想の象徴である生命の樹（セフィロト）のセフィラの名を名乗る。オピオンとは生命の樹に住まう蛇であり、人間に知恵を与えた聖なる蛇であり、世界卵を生んだ創造の蛇である。そしてその名前はそのままこの結社の目的を表しており、現代において意味をなくした魔法に意味を獲得するため、現在の宇宙と全く異なる新たな宇宙を創世することこそが「螺旋なる蛇」の目的である。
その正体は「協会」から別れた組織。いつきが観た白昼夢はスペインで行われていた異端審問であり、処刑していた異端審問官は当時の銀の騎士団の魔法使い。そのため「第三団」を生み出す術式を始めとして「協会」に伝わる秘術の一部が流出している。
銀の騎士団
「テンプル騎士団」の系譜といわれる、西洋ではそれなりの勢力である魔術結社。

### 魔術関連
アガシオン
使い魔。厳密に言えばソロモン72柱は、精霊などと同類で、非常に純粋な「精気（オド）」や「霊的エネルギー」で構成されているので実体がないため、アガシオンである。このため、魔神たちは、原則的に物理的な攻撃で傷つくことはほとんどない。
また、何らかの魔術的攻撃でその体の一部が吹き飛んだとしても、再び霊的構成要素の補充を受けることで、元通りの状態に復帰することができる。構成要素を補充する余裕がない場合は、構成要素の配分を変えることによって状態を一時的に復元することも不可能ではない。
本編中では、アディリシア・レン・メイザースが、暴走した父オズワルドに、魔神エリゴールの構成要素を一部奪われてしまった際に、エリゴールをミニサイズで「喚起」することにより復元を行っている。
位階
階級・序列を意味する。一般的には魔術結社ごとに異なる序列制度がある。本作品内では主に「ゲーティア」の首領・徒弟に対して西洋魔術結社でよく見られる10〜12の位を持つ位階制が用いられている。位は「6=5」のように1〜10（あるいは0〜10）までの数字を2つ組み合わせて表現され、先頭の数字が大きいほど上位となる。
陰陽五行
中国の陰陽思想と五行思想とが結びついたもの。
喚起
「喚起」とは、多くの場合において自身よりも低位の霊的存在を、自身とは分離させた形で呼び出す行為を言う。「喚起」は魔術を行使する術者が、能動的に行動し、意識する必要がある。そもそも極論すれば、「喚起」とは自身とは別個の存在を、己の意のままにコントロールしている状態である。そのため、術者に多大なストレスを感じさせることとなり、より高位の魔神であるほど、その負担は大きくなる。
したがって、「喚起」の術とは、常に暴走と反逆の危機に晒された、高度かつ精密な能動的魔術であり、また、能動性の象徴である「剣」の名を冠して「剣の業」と呼称される場合もある。
契約儀式
ゲッシュ。本作品内では魔法使い同士がなんらかのルールを維持するために、また約束事を守るために魔術的な制約をかける契約行為、誓いの儀式。
呪波汚染
呪波汚染にはさまざまな現象があり、およそ次の3種類に大別される。汚染範囲の時空間が過去に戻ってしまう「回帰」、物質や生命に魔術的な変化を及ぼす「付与」、元々の魔法が肥大した「呪詛」。呪波汚染が強力に発展したものを「夜（マギナイト）」と言う。呪波汚染の浄化は「協会」が公募する仕事のひとつである。
呪物
本作品内ではフェティシュとの読み仮名が振られることがある。詳細は呪物崇拝を参照。
呪力
本作品内では、魔法の力の源となるものは「呪力」と呼ぶエネルギーとされている。呪力には世界に満ちる「源力（マナ）」と生物の内にある「精気（オド）」の2通りがある。呪力は安定しないエネルギーで、無制御に溜まると呪力は暴走して魔術的な現象が生じる。その現象を呪波汚染と言う。
魔法使いが魔法を行使する際に源力と精気をどのように使うのかという点が作品内で明確に記述されることはあまりないが、ケルト魔術と魔女術に関しては精気を触媒として源力を導くという記述はある。また、ある程度は世界・自然などから得た呪力を自身の体に吸収しとどめておくことができるようである。
入札
「協会」は魔術的な現象や事件に対して直接的な干渉はほとんど行わない。その代わりに、「協会」へ登録している魔術集団に対して物事を解決する「仕事」という形でもって公募を行う。魔術集団は公募に対して「入札（入札契約）」を行い、物事を解決する。魔術集団にとっては報酬が発生する経済行為である。
入信儀式
イニシエーション。魔術結社など集団が新たな魔法使いを加える際に行われる儀式。儀式の内容は集団や時代によって異なる。
バジリスク
猛毒を持つ小さな蛇。見た物を石化させる邪眼をもち、毒には槍をさした勇者の命を奪うばかりか勇者の乗っていた馬の命をも奪ったという。
ホムンクルス
錬金術師がフラスコの中で作り出す人工生命体でフラスコから出すとすぐに死んでしまうといわれている。
魔術系統
本作品内では、魔術には源流や性質による系統がある。魔術系統はそれぞれ異なる呪波を持ち、性質が異なる呪波同士は反発し呪波干渉が生じる。軽度であれば魔法の発動に影響するが、重度の場合は呪波汚染を引き起こす。そのため魔法使いは通常は系統が大きく異なる魔法を習得することはなく、魔術結社は複数の魔術系統を扱わない。その意味で「アストラル」は異例である。穂波はケルト魔術と魔女術の両方を習得しているが、それらは共通の源流を持っている。
魔術決闘
フェーデ。魔法使い同士で主張の食い違いなどの衝突が生じるとき、魔術の戦闘によって勝者を決めて解決する行為。魔法使い同士の私闘を認めていない「協会」が例外的に認めている決闘手段で、「協会」は特定の形式を定めている。魔術決闘の際には契約儀式を伴う場合がある。
魔術書
グリモア。魔術の手順をはじめ魔法の知識を記録した本の事。本作品内では、魔法使いは自分自身の魔術を構築するのと同じように独自の魔術書「源書（オリジナル・グリモア）」を書く。ほとんどの場合、その秘密を守る為に暗喩や隠し文字などを用いて暗号のように記述する。そのため、他人が読む際には解読が必要となる。穂波は「アストラル」で魔術書の解読や写本を行っているが、それは「アストラル」における貴重な収入源の一つとなっている。
竜
本作品内においてはいくつかの異なる意味を持つとされている。「力」の隠語としての「竜」、魔法的生物としての「竜」、自然現象に呪力が影響を及ぼして自然霊と化したものを指す「竜」。
洋の東西を問わず、強大な力を持った存在。主に東洋では神獣として、悪魔の眷属や力の顕現として認識されている。その正体は制御されていない状態の、荒れ狂う自然エネルギーの具象であり、嵐や洪水、地震、津波、火山の噴火などのおよそありとあらゆる災害の象徴である。そして同時に、自然がもたらす恩恵の具現でもある。すべての土地、霊脈には竜がおり、これを支配したものはある意味で地球を我がものにしたに等しい。
竜穴
本作品内では霊脈から呪力が漏れ出す点とされており、パワースポット、あるいはノードとの読み仮名が振られることがある。呪力が漏れているため、なにかをきっかけに呪波汚染へ発展することがある。
霊脈
レイラインとの読み仮名が振られることがあるが、本作品内では風水における「竜脈」としての意味がやや強い。簡単には、大地における気・霊的なエネルギーが流れる道筋と考えて良い。
生命の実
かつて楽園に存在したとされる生命の樹の実。それを食べた者は永遠の命を手にするとされる。「螺旋なる蛇」が布留部市の竜を作り替えることで完成させようとした「魔法使いを魔法に変える方法」の完成形。更に霊脈の力の全てを扱うことでありとあらゆる魔法の実現を可能とする万能の触媒。作中では「紅い種」と表現される。
アンブラーの「血」
アンブラーの血統に代々宿っている魔術。ヘイゼル曰く「本質的に時代遅れで不必要な血統と術式」でその正体は「竜」を霊的象徴である「第三団」に作り変える力。アンブラーが「魔女の中の魔女」と呼ばれ、ヘイゼルの血を引くダリウスが「協会」の副代表を務められるこの血があるためらしい。

## 既刊一覧

### 小説

#### 本編
- 三田誠（著）・pako（イラスト） 『レンタルマギカ』 角川書店〈角川スニーカー文庫〉、全23巻
  1. 「〜魔法使い、貸します！」2004年9月1日初版発行（8月31日発売[14]）、ISBN 4-04-424906-7
  2. 「魔法使いVS錬金術師！」2005年4月1日初版発行（3月31日発売[15]）、ISBN 4-04-424907-5
  3. 「魔法使い、集う！」2005年8月1日初版発行（7月30日発売[16]）、ISBN 4-04-424908-3
  4. 「竜と魔法使い」2005年12月1日初版発行（11月30日発売[17]）、ISBN 4-04-424910-5
  5. 「魔法使いの宿命（さだめ）！」2006年1月1日初版発行（2005年12月28日発売[18]）、ISBN 4-04-424909-1
  6. 「魔法使い、修行中！」2006年7月1日初版発行（6月30日発売[19]）、ISBN 4-04-424911-3
  7. 「鬼の祭りと魔法使い（上）」2006年11月1日初版発行（10月31日発売[20]）、ISBN 4-04-424912-1
  8. 「鬼の祭りと魔法使い（下）」2006年12月1日初版発行（11月30日発売[21]）、ISBN 4-04-424913-X
  9. 「魔法使いのクラスメイト」2006年12月31日初版発行（12月28日発売[22]）、ISBN 4-04-424914-8
  10. 「吸血鬼V.S.魔法使い！」2007年7月1日初版発行（6月30日発売[23]）、ISBN 978-4-04-424915-1
  11. 「妖都の魔法使い」2007年11月1日初版発行（10月29日発売[24]）、ISBN 978-4-04-424916-8
  12. 「魔法使いの記憶」2008年1月1日初版発行（2007年12月28日発売[25]）、ISBN 978-4-04-424918-2
  13. 「ありし日の魔法使い」2008年4月1日初版発行（3月29日発売[26]）、ISBN 978-4-04-424919-9
  14. 「魔法使いの妹」2008年8月1日初版発行（同日発売[27]）、ISBN 978-4-04-424920-5
  15. 「旧き都の魔法使い」2009年3月1日初版発行（2月28日発売[28]）、ISBN 978-4-04-424921-2
  16. 「滅びし竜と魔法使い」2009年7月1日初版発行（6月30日発売[29]）、ISBN 978-4-04-424922-9
  17. 「銀の騎士と魔法使い」2010年2月1日初版発行（1月30日発売[30]）、ISBN 978-4-04-424923-6
  18. 「白の魔法使い」2010年7月1日初版発行（6月30日発売[31]）、ISBN 978-4-04-424924-3
  19. 「魔法使いの妹、再び」2011年2月1日初版発行（1月29日発売[32]）、ISBN 978-4-04-424925-0
  20. 「争乱の魔法使いたち」2011年8月1日初版発行（7月30日発売[33]）、ISBN 978-4-04-424927-4
  21. 「死線の魔法使いたち」2012年2月1日初版発行（1月31日発売[34]）、ISBN 978-4-04-424926-7
  22. 「最後の魔法使いたち」2012年8月1日初版発行（7月31日発売[35]）、ISBN 978-4-04-100396-1
  23. 「未来の魔法使いたち」2013年4月1日初版発行（3月30日発売[36]）、ISBN 978-4-04-100758-7

#### 外伝＆イラスト集
- 三田誠（著）・pako（イラスト） 『レンタルマギカ 魔導書大全』 角川書店〈角川スニーカー文庫〉、2007年12月1日初版発行（11月30日発売[37]）、ISBN 978-4-0442-4917-5

### 文庫未収録の短編など
ザ・スニーカーにほぼ毎号に掲載されており、掲載号で完結する短編の場合と長編の冒頭章のみを文庫本発売より先行して掲載する場合がある（「吸血鬼V.S.魔法使い！」「妖都の魔法使い」等）。文庫本収録時には加筆修正が行われる事がある。また、DVD第VI巻限定版には特典として書き下ろしの短編小説が同梱された。 以下は現時点で文庫本へ収録されていないエピソード。
魔法使いの祝祭（DVD第VI巻限定版 特典）
「明日一日、私と過ごすこと」 「社長とあたしやって年末はずっと！」 ソロモンの姫とケルトの魔女が衝突したクリスマスイヴの夜。いつの頃からか見慣れた「アストラル」のいつもの光景。しかし話は収まらず、猫屋敷は解決案として「合同儀礼」を提示する。これは「ゲーティア」と「アストラル」が並び立つ、クリスマスの1日の物語。
レンタルマギカ 超スペシャル版 「魔法使いがいっぱい！」（2008年8月号掲載）
いつき達キャラクター達が自ら「小説」と「アニメ」について語るスペシャルな短編。物語本編でも外伝でもない、「あっち」と「こっち」のお話。短編ではあるがザ・スニーカー2008年8月号では話は完結しておらず、続きはDVD第XII巻限定版へ特典として同梱される予定。

## 漫画
「レンタルマギカ」
月刊Asukaにおいて2006年8月号から2009年9月号まで連載された。原作小説第1巻から第2巻までをコミックス化している。

- 三田誠（原作）・pako（キャラクター原案）・成宮アキホ（作画）、角川書店〈あすかコミックス〉、全5巻
  1. 2007年5月17日発売、ISBN 978-4-04-925044-2
  2. 2007年10月17日発売、ISBN 978-4-04-925052-7
  3. 2008年4月17日発売、ISBN 978-4-04-925059-6
  4. 2009年1月17日発売、ISBN 978-4-04-925066-4
  5. 2009年8月24日発売、ISBN 978-4-04-925069-5

「レンタルマギカ from SOLOMON」
月刊コンプエースにて2007年7月号から2008年5月号まで連載された。ゲーティア首領・アディリシアを主人公にしたスピンオフ作品。原作ではまだ描かれていないアディリシア幼少時やゲーティア側のエピソードをアディリシアの視点で描いている。赤い種等一部設定は後に原作にも取り入れられた。

- 三田誠（原作）・pako（キャラクター原案）・MAKOTO2号（作画）、角川書店〈角川コミックス・エース〉、全2巻
  1. 2007年10月24日発売、ISBN 978-4-0471-3978-7
  2. 2008年4月24日発売、ISBN 978-4-0471-5051-5

## テレビアニメ
2007年5月にアニメ化が発表され、同年10月から2008年3月まで全国独立UHF局にて放送された。
オープニング・エンディングでは、主題歌の歌詞自体が映像に含まれ、英語版の歌の回は映像も差し替えられている。次回予告には魔術考証の三輪清宗を模したキャラクターが登場していた。

### スタッフ
- 原作 - 三田誠・pako[3]
- 監督 - 川崎逸朗[3]
- シリーズ構成 - 池田眞美子[3]、三田誠
- キャラクターデザイン - 芝美奈子[3]
- クリーチャーデザイン - 橋本英樹[48]
- 美術監督 - 太田大[3]
- 色彩設計 - 岩井田洋[48]
- 撮影監督 - 奥井厚子、口羽毅[48]
- 編集 - 平木大輔[48]
- 音響監督 - 岩浪美和[48]
- 音楽 - 江口貴勅[3]、市川淳[3]、佐藤直紀
- プロデューサー - 立崎孝史、鈴木智子、武智恒雄、陽木哲、山口晋輝、川崎とも子[48]
- アニメーション制作 - ZEXCS[3]
- 製作 - レンタルマギカ製作委員会[3]（角川書店、角川映画、クロックワークス、IMAGICA、NTTドコモ[49]、ZEXCS）

### 主題歌
オープニングテーマ
「宇宙に咲く」（第1話 - 第6話、第13話 - 第18話、第22話）
作詞 - 小峰理紗 / 作曲 - 山崎ますみ / 編曲 - 山崎敦 / コーラス編曲 - 江口貴勅 / 歌 - コミネリサ
- 第1話はOPが無く、EDとして使用。

「Faith」（第7話 - 第12話、第19話 - 第21話、第23話）
作詞 - 有坂美香 / 作曲 - 山崎ますみ / 編曲 - 山崎敦 / コーラス編曲 - 江口貴勅 / 歌 - コミネリサ
- 「宇宙に咲く」の英語版。第6話では挿入歌として使用。

「宇宙に咲く 〜弾き語りVersion〜」（第24話）
作詞 - 小峰理紗 / 作曲 - 山崎ますみ / 編曲 - 小峰理紗 / 歌・演奏 - コミネリサ
エンディングテーマ
「歩いていこう。」（第2話 - 第11話、第13話 - 第20話、第22話 - 第24話）
作詞・作曲 - 吉田旬吾 / 編曲 - 宅見将典 / 歌 - 吉田旬吾
「歩いていこう。（アストラルVersion）」（第12話、第21話）
作詞・作曲 - 吉田旬吾 / 編曲 - 宅見将典 / 歌 - アストラルのみなさん（福山潤、植田佳奈、高橋美佳子、諏訪部順一、釘宮理恵、伊藤静）
挿入歌
「ついてる百回そんぐ」（第8話）
作詞・作曲・編曲 - 松尾泰伸 / 歌 - アストラルのみなさん
「歩いていこう。（アカペラVersion）」（第12話、第21話）
作詞・作曲 - 吉田旬吾 / 編曲 - 宅見将典 / 歌 - 吉田旬吾
「聖なる夜に」（第12話）
作詞 - エリコ / 作曲・編曲 - 市川淳 / 歌 - アストラルのみなさんと子供たち

### 評価
「2007年度読者が選ぶアニメキャラ大賞」では新人賞で伊庭いつきが5位を獲得している。

### 各話リスト
| 話数 | サブタイトル                  | 脚本           | 絵コンテ   | 演出              | 作画監督                                | 総作画監督 | 原作収録巻                                                 |
| ---- | ----------------------------- | -------------- | ---------- | ----------------- | --------------------------------------- | ---------- | ---------------------------------------------------------- |
| 1    | 魔法使い、貸します            | 池田眞美子     | 川崎逸朗   | 川崎逸朗 藤本ジ朗 | 堀越久美子                              | 芝美奈子   | 「魔法使いのクラスメイト」内 「魔法使いと神隠し」          |
| 2    | 魔女の誓い                    | 池田眞美子     | 川崎逸朗   | 岡村正弘          | 烏宏明                                  | 芝美奈子   | オリジナルエピソード                                       |
| 3    | 神々の禊ぎ                    | 笹野恵         | 川崎逸朗   | 徳本善信          | 織岐一寛                                | 烏宏明     | 「魔法使い、集う！」内 「魔法使いと夏祭り」                |
| 4    | ひとりじゃないから            | 山田由香       | 藤本ジ朗   | 藤本ジ朗          | 雨宮英雄 崔瑛旻                         | 堀越久美子 | 「魔法使い、集う！」内 「魔法使い、貸します！」            |
| 5    | 魔術の夜 （マギ・ナイト）     | あみやまさはる | 川崎逸朗   | 畠山茂樹          | 番由紀子                                | 烏宏明     | 「魔法使い、貸します！」                                   |
| 6    | 妖精眼 （グラムサイト）       | あみやまさはる | 川崎逸朗   | 藤本ジ朗          | 中本尚 さのえり                         | 烏宏明     | 「魔法使い、貸します！」                                   |
| 7    | 赤い髪の少女                  | 池田眞美子     | 井硲清高   | 濱崎義浩          | Young Sang Kuan 和田道也                | 堀越久美子 | 「魔法使いV.S.錬金術師！」                                 |
| 8    | 温泉魔法                      | 難波江宏隆     | 岡村正弘   | 岡村正弘          | 谷川亮介 中村佳史 山崎正和              | 烏宏明     | オリジナルエピソード                                       |
| 9    | 父を継ぐ者                    | 池田眞美子     | 影山楙倫   | 渡辺穏寛          | 北村友幸 都竹隆治                       | 烏宏明     | 「魔法使いV.S.錬金術師！」                                 |
| 10   | ホムンクルスの涙              | 池田眞美子     | 川崎逸朗   | 川崎逸朗 徐恵眞   | 堀越久美子 海野なつき                   | 烏宏明     | 「魔法使いV.S.錬金術師！」                                 |
| 11   | 死者に咲く花                  | 山田由香       | 金﨑貴臣   | 徳本善信          | 織岐一寛 杉藤さゆり                     | 堀越久美子 | 「魔法使い、集う！」内 「魔法使いと花泥棒」                |
| 12   | 聖夜に捧げる レクイエム       | 笹野恵         | 藤本ジ郎   | 藤本ジ郎          | 中本尚 さのえり 岡辰也 谷川亮介         | 烏宏明     | 「魔法使い、修行中!」内 「魔法使いとクリスマス」           |
| 13   | 入信儀礼                      | あみやまさはる | 影山楙倫   | 白石道太          | 清水勝祐 いわさきたいすけ               | 堀越久美子 | 「魔法使いの宿命（さだめ）！」内 「魔法使いと学校の怪談」  |
| 14   | 星のキオク                    | 山田由香       | 小島多美子 | 畠山茂樹          | 山崎正和 若野哲也 佐藤天昭              | 烏宏明     | 「魔法使いの宿命（さだめ）！」内 「魔法使いと星祭り」      |
| 15   | 人魚の伝説                    | 笹野恵         | 名和宗則   | 藤本ジ朗          | 海野なつき 村上真紀                     | 堀越久美子 | 「魔法使いの宿命（さだめ）！」内 「魔法使いと夏の海」      |
| 16   | 赤い槍                        | 山田由香       | 中村憲由   | 渡部穏寛          | 北村友幸 都竹隆治 氏家嘉宏              | 烏宏明     | 「魔法使い、修行中！」内 「魔法使いと赤い槍」              |
| 17   | 魔神の反乱                    | 笹野恵         | 山本天志   | 岡村正弘          | 織岐一寛 杉藤さゆり                     | 烏宏明     | 「魔法使い、修行中！」内 「魔法使いとソロモンの血」        |
| 18   | ソロモンの絆                  | 山田由香       | 山本天志   | 徳本善信          | 中本尚 さのえり 小川一郎                | 烏宏明     | 「魔法使い、修行中！」内 「魔法使いとソロモンの絆」        |
| 19   | 巫女の故郷                    | あみやまさはる | 金﨑貴臣   | 畠山茂樹          | 澤田孝秋 佐藤天昭                       | 烏宏明     | 「鬼の祭りと魔法使い」（上）（下）                         |
| 20   | 鬼の祭り                      | あみやまさはる | 金﨑貴臣   | 大平直樹          | 佐野英敏 都竹隆治                       | 烏宏明     | 「鬼の祭りと魔法使い」（上）（下）                         |
| 21   | 白と黒のドレス                | 笹野恵         | 小林哲也   | 渡部穏寛          | 都竹隆治 氏家嘉宏 北村友幸              | 烏宏明     | 「レンタルマギカ 魔導書大全」内 「魔法使い、結婚します!?」 |
| 22   | 眠れる街                      | 池田眞美子     | 川崎逸朗   | 川崎逸朗          | 村上真紀 海野なつき 杉本智子            | 芝美奈子   | 「レンタルマギカ 竜と魔法使い」                            |
| 23   | 取り替え児 （チェンジリング） | 池田眞美子     | 川崎逸朗   | 岡村正弘          | 織岐一寛 杉藤さゆり                     | 芝美奈子   | 「レンタルマギカ 竜と魔法使い」                            |
| 24   | アストラル                    | 池田眞美子     | 川崎逸朗   | 川崎逸朗          | 堀越久美子 村上真紀 海野なつき 橋本英樹 | 芝美奈子   | 「レンタルマギカ 竜と魔法使い」                            |

### 放送局
| 放送地域 | 放送局       | 放送期間                       | 放送日時                     | 放送区分     | 備考             |
| -------- | ------------ | ------------------------------ | ---------------------------- | ------------ | ---------------- |
| 千葉県   | チバテレビ   | 2007年10月8日 - 2008年3月24日  | 月曜 0:00 - 0:30（日曜深夜） | 独立UHF局    |                  |
| 埼玉県   | テレ玉       | 2007年10月8日 - 2008年3月24日  | 月曜 1:30 - 2:00（日曜深夜） | 独立UHF局    |                  |
| 神奈川県 | tvk          | 2007年10月9日 - 2008年3月25日  | 火曜 1:15 - 1:45（月曜深夜） | 独立UHF局    |                  |
| 京都府   | KBS京都      | 2007年10月9日 - 2008年3月25日  | 火曜 1:30 - 2:00（月曜深夜） | 独立UHF局    |                  |
| 福岡県   | TVQ九州放送  | 2007年10月9日 - 2008年3月25日  | 火曜 1:53 - 2:23（月曜深夜） | テレビ東京系 |                  |
| 北海道   | テレビ北海道 | 2007年10月9日 - 2008年3月25日  | 火曜 2:00 - 2:30（月曜深夜） | テレビ東京系 |                  |
| 兵庫県   | サンテレビ   | 2007年10月10日 - 2008年3月26日 | 水曜 0:00 - 0:30（火曜深夜） | 独立UHF局    |                  |
| 東京都   | TOKYO MX     | 2007年10月11日 - 2008年3月27日 | 木曜 1:30 - 2:00（水曜深夜） | 独立UHF局    |                  |
| 愛知県   | テレビ愛知   | 2007年10月11日 - 2008年3月27日 | 木曜 2:28 - 2:58（水曜深夜） | テレビ東京系 |                  |
| 日本全域 | AT-X         | 2008年8月6日 - 2009年1月14日   | 水曜 10:30 - 11:00           | CS放送       | リピート放送あり |

### DVD
全12巻（各巻2話、計24話収録）で限定版「アストラルグリモア」と通常版「スリムグリモア」の2種類を発売。限定版には魔術解説書と特製グッズが同梱される。魔術解説書はアフレコ台本、アニメ設定資料、魔術解説（第I巻はケルト魔術編）という構成。第VI巻には特製グッズとして書き下ろし短編小説が同梱された。 第XII巻限定版には「魔法使いがいっぱい!」の続きが同梱される。
1. 第I巻（2007年12月21日発売） ：KABA-3601（限定版） ：KABA-3701（通常版）
2. 第II巻（2008年1月25日発売） ：KABA-3602  ：KABA-3702
3. 第III巻（2008年2月22日発売） ：KABA-3603  ：KABA-3703
4. 第IV巻（2008年3月21日発売） ：KABA-3604  ：KABA-3704
5. 第V巻（2008年4月25日発売） ：KABA-3605  ：KABA-3705
6. 第VI巻（2008年5月23日発売） ：KABA-3606  ：KABA-3706
7. 第VII巻（2008年6月27日発売） ：KABA-3607  ：KABA-3707
8. 第VIII巻（2008年7月25日発売） ：KABA-3608  ：KABA-3708
9. 第IX巻（2008年8月22日発売） ：KABA-3609  ：KABA-3709
10. 第X巻（2008年9月26日発売） ：KABA-3610  ：KABA-3710
11. 第XI巻（2008年10月24日発売） ：KABA-3611  ：KABA-3711
12. 第XII巻（2008年11月28日発売） ：KABA-3612  ：KABA-3712

## CD
- 「宇宙（そら）に咲く」 - 2007年11月21日発売 VTCL-35005
- 「歩いていこう。」 - 2007年11月21日発売 VTCL-35006
  - 上記2作品は#主題歌を参照。
- webラジ voice theater 「レンタルマギカ 魔法使いの宴」 - 2006年8月2日発売 VICL-61994
  - オリジナルのボイスドラマ（首無しライダーと布留川神社の事件[53]）他を収録。
  - 声の出演：福山潤（伊庭いつき 役）、諏訪部順一（猫屋敷蓮 役）、植田佳奈（穂波・高瀬・アンブラー 役）、高橋美佳子（アディリシア・レン・メイザース 役）、釘宮理恵（葛城みかん 役）、小野大輔（影崎 役）、粕谷雄太（布留川幸弥 役）
- webラジ voice theater 「レンタルマギカ 魔法使いのススメ」 - 2006年10月4日発売 VICL-61996
  - オリジナルのボイスドラマ、ドタバタでコミカルな日常を描いた短編3作と事件短編「魔法使いとコンピュータ」他2作を収録。
  - 声の出演：福山潤、諏訪部順一、植田佳奈、高橋美佳子、釘宮理恵、小野大輔、他
- スペシャルアルバム 「THE 縁起物〜聴くと幸せになれる（かも）CD」 - 2007年12月19日発売 VTCL-60008
  - 伊庭いつきと猫屋敷蓮による架空ラジオ番組、アストラルメンバによるコント、「ラジオ・レンタルマギカ」オープニングテーマ「紅の伝説」ほか4曲収録。
  - 歌：コミネリサ、金太郎、アストラルのみなさん
  - 声の出演：福山潤、諏訪部順一、植田佳奈、高橋美佳子、釘宮理恵
- 「レンタルマギカ」音魔術-Sound Magica- - 2008年1月23日発売 VTCL-60009
  - オリジナルサウンドトラック集。
- 「レンタルマギカ」Special Gift「愛のアルバム〜for♂」 - 2008年2月14日発売 VTCL-60010
  - 女性キャラクターから男の子達へ贈るアルバム。キャラクターソングのほかドラマパートも収録されている。
  - 歌：植田佳奈、高橋美佳子、釘宮理恵、伊藤静、アストラルのみなさん
  - 声の出演：福山潤、諏訪部順一、植田佳奈、高橋美佳子、釘宮理恵、伊藤静（黒羽まなみ 役）
- 「レンタルマギカ」Special Gift「愛のアルバム〜for♀」 - 2008年2月14日発売 VTCL-60011
  - 男性キャラクターから女の子達へ贈るアルバム。キャラクターソングのほかドラマパートも収録されている。
  - 歌：諏訪部順一、アストラルのみなさん
  - 声の出演：福山潤、諏訪部順一、植田佳奈、高橋美佳子、釘宮理恵、伊藤静、小野大輔

## インターネットラジオ
- WEBラジ 「ラジオ・レンタルマギカ〜魔法使い、しゃべります!」
  - 配信期間：2006年5月19日 - 2006年10月20日。金曜日更新。以降、隔週金曜日更新。全12回で終了。
  - パーソナリティ：福山潤、諏訪部順一
  - ゲスト：小野大輔、伊藤彩
  - 主題歌
    - 第1期 「キミノテ」（作詞：吉田音 / 作曲：鯨井良征 / 歌：伊藤彩）
    - 第2期 「WakeUp! 運命!?」（作詞：酒井ミキオ / 作曲：虚空雲 / 歌：伊藤彩）
- 公式サイト配信のインターネットラジオ 「ラジオ・レンタルマギカ」
  - 配信期間：2007年6月29日 - 2007年9月7日。全6回で終了。
  - パーソナリティ：福山潤、植田佳奈
  - ゲスト：高橋美佳子、諏訪部順一、伊藤静
- WEBラジ 「ラジオ・レンタルマギカ〜魔法使い、もっともっとしゃべります!」
  - 配信期間：2007年10月5日 - 2008年3月28日。毎週金曜更新。全26回で終了。
  - パーソナリティ：福山潤、諏訪部順一
  - ゲスト：吉田旬吾、植田佳奈、高橋美佳子、小西克幸（隻蓮 役）
  - 主題歌
    - OPテーマ曲「紅の伝説」（歌：コミネリサ）
    - EDテーマ曲「ついてる100回そんぐ」（歌：金太郎）、Christmas Song「聖なる夜に」（歌：アストラルのみなさん）

## その他
モバイルサイト
角川書店による携帯電話向け公式サイト。作品に関する基本情報の他に、<アストラル>社員による「モバイル業務日誌」（作品製作談話）などPC向け公式サイトでは公開されていない独自コンテンツを持つ。
第1回人気投票：キャラクター投票と読みたいエピソード
ザ・スニーカーで実施された第一回<アストラル>株主総会議題のひとつ。人気投票1位と2位のキャラクターと読者リクエスト1位のエピソードで、作者が小説を書くという企画。投票結果とエピソード「魔法使い、結婚します?!」はザ・スニーカー2007年6月号に掲載された（その後、角川スニーカー文庫「レンタルマギカ 魔導書大全」へ収録）。投票結果は以下の通り。
キャラクター人気投票
1位…アディリシア・レン・メイザース
2位…穂波・高瀬・アンブラー
3位…伊庭いつき
4位…猫屋敷蓮
5位…隻蓮
6位…黒羽まなみ
7位…伊庭勇花
8位…ラピス
9位…葛城みかん
10位…ダフネ
読みたいエピソード投票
1位…恋愛もの
2位…学園もの
3位…魔法戦闘もの
その他、投票されたエピソード
いつきの少年時代
学園祭
旅行
編集者対猫屋敷 など
イベント
『風のスティグマ』&『レンタルマギカ』最強ライトノベルまつり!（2007年9月16日）
出演：福山潤、高橋美佳子、小野大輔
レンタルマギカ・ファン感謝イベント『マギ・ナイト・パーティ』（2008年3月29日）
出演：福山潤、植田佳奈、高橋美佳子、諏訪部順一、釘宮理恵、伊藤静、小野大輔、三田誠、pako、三輪清宗、小峰理紗、吉田旬吾